# Eidos Montréal
Eidos Montréal ist ein kanadisches Entwicklungsstudio für Computerspiele. Als Niederlassung des britischen Spielepublishers Eidos Interactive gegründet, ist es heute seit Übernahme des Mutterkonzerns, Teil des japanischen Spielepublishers Square Enix. Im Mai 2022 wurde der Verkauf des Studios an die Embracer Group bekannt gegeben, der Abschluss der Übernahme soll bis September 2022 erfolgen. Das Studio ist unter anderem verantwortlich für die Weiterentwicklung der Spieleserien Deus Ex und Thief.

## Unternehmensgeschichte

### Aufbaujahre
Im Januar 2007 beschloss das Board of Directors des britischen Publishers Eidos, in Montreal ein neues Entwicklungsstudio aufzubauen. Mit dem Aufbau des Studios beauftragte Eidos Stéphane D’Astous, der zuvor Manager bei Ubisoft Montreal gewesen war und zu dem das Unternehmen bereits während der Montreal Games Summit im November 2011 einen ersten Kontakt aufgebaut hatte. Bei der Wahl des Standorts hatte sich Eidos zuvor gegen die ebenfalls zur Diskussion stehenden Standorte Austin (Texas) und Vancouver entschieden. Gründe waren unter anderem die großzügige öffentliche Förderung und Steuererleichterungen sowie die Präsenz weiterer Spieleentwickler in Montreal, wodurch ein großer Pool an Fachkräften zur Verfügung stand. Als weitere Gründe nannte D’Astous die gute Ausbildungssituation durch Schulen und Universitäten, die Präsenz zahlreicher Middleware-Anbieter wie Autodesk, vergleichsweise niedrige Unterhalts- und Lebenskosten sowie eine multikulturelle Atmosphäre der Stadt, die Europäer wie Amerikaner gleichermaßen anspreche. D’Astous übernahm den Posten des General Manager, am 15. Februar 2007 wurde die Entscheidung öffentlich bekanntgegeben. Vom Management erhielt er die Vorgabe, die zuletzt vom 2005 geschlossenen Studio Ion Storm Austin entwickelten Serien Deus Ex und Thief wiederzubeleben. Insgesamt sollte das Studio drei Spieleprojekte gleichzeitig betreuen und auf etwa 350 Mitarbeiter ausgebaut werden. Weiterhin sollte Montreal künftig die Qualitätssicherung aller Eidos-Entwicklungen übernehmen.
Die ersten vier Monate arbeitete D’Astous von seinem Haus aus, da das künftige Studio noch keine Büroräumlichkeiten besaß. Unter anderem wegen seiner Erfahrungen bei Ubisoft Montreal, als D’Astous über einen Zeitraum von drei Jahren den Ausbau des Studios von 450 Mitarbeitern auf 1500 mitbetreute, verfolgte er beim Aufbau des Studios eine im Vergleich zu Branchengepflogenheiten abweichende Strategie. Die Teams sollten insgesamt kleiner bleiben, maximal 80 Personen statt der üblichen mehr als hundert Entwickler. Für die Angestellten sollte so der Eindruck einer Fabrik für Computerspiele vermieden werden. Dafür sollten die Teams einen längeren Entwicklungszeitraum von 18 bis 24 statt lediglich 12 bis 15 Monaten für die Vorproduktion und Entwicklung eines Spiels erhalten. Weiterhin sollte sich das Studio ausschließlich auf die Entwicklung von hochwertigen Großproduktionen auf Grundlage der neuesten Technik, sogenannte AAA-Titel, konzentrieren und beispielsweise keine günstigeren Projekte für mobile Plattformen entwickeln.
Trotz des hart umkämpften Personalmarkts in Montreal konnte das Studio mit D’Astous’ Konzept und der Aussicht auf die Weiterentwicklung der beiden traditionsreichen Eidos-Serien erfahrene Entwickler gewinnen. Insbesondere vom 1500 Mann starken Entwicklerstudio Ubisoft Montreal wechselten mehrere Mitarbeiter aufgrund des Konzepts zu Eidos. Als Eidos Montreals zweiter Angestellter wurde David Anfossi eingestellt, der die Rolle des Produzenten für Deus Ex übernahm. Im Mai gab Eidos offiziell bekannt, dass das neue Studio an einer Fortsetzung zu Deus Ex: Invisible War war arbeite.
Mit der Übernahme von Eidos durch Square Enix im März 2009 wurde das Entwicklerstudio ein Tochterunternehmen des japanischen Publishers. Anders als der bisherige Mutterkonzern, der in Square Enix Europe umbenannt wurde, behielt das Studio jedoch seinen ursprünglichen Namen. Innerhalb des Konzerns operierte das Studio weiter unter der Aufsicht von Square Enix Europe. Im Mai 2009 bestätigte Eidos Montreal nach langanhaltenden Spekulationen schließlich auch die Entwicklung von Thief 4.

### Erste Veröffentlichungen
Am 26. August 2011 wurde Eidos Montreals Erstlingswerk Deus Ex: Human Revolution veröffentlicht und verkaufte sich, begleitet von hohem Kritiker- und Spielerlob, bis September 2011 rund 2,18 Millionen Mal. Damit trug das Spiel laut Geschäftsbericht von Square Enix wesentlich zur Steigerung der konzernweiten Absatzzahlen bei Konsolenspielen und dem höheren Unternehmensgewinn im Vergleich zum Vorjahr bei. Im November 2011 kündigte Square Enix den Ausbau seiner Aktivitäten in Kanada an. Auf Betreiben von D’Astous hielt das Unternehmen jedoch weiter an seinem ursprünglichen Konzept der überschaubaren Belegschaftsgröße fest. Die Mitarbeiterzahl von Eidos Montreal wurde daher lediglich von 350 auf 450 Personen aufgestockt, stattdessen wurde in der Stadt ein zweites Studio, Square Enix Montreal, gegründet. Da das US-amerikanische Schwesterstudio Crystal Dynamics die Entwicklung eines Mehrspieler-Modus für den Reboot der Tomb-Raider-Serie wegen mangelnder Kapazitäten nicht selbst stemmen konnte, übernahm Eidos Montreal diesen Auftrag und schuf mit einem Team von 40 bis 50 Entwicklern in sechs Monaten die Onlinekomponente des Spiels. Das Team übernahm im Anschluss auch Arbeiten Downloaderweiterungen zum Spiel.
Mit Veröffentlichung des Geschäftsberichts im März 2013 musste der Mutterkonzern Square Enix trotz Veröffentlichung dreier hochkarätiger Produktionen Verluste anmelden, da die Spiele trotz guter Verkaufszahlen unter den Erwartungen geblieben wären. In Folge trat der langjährige Square-Enix-Chef Yōichi Wada von seinem Posten zurück, der Konzern leitete Umstrukturierungsmaßnahmen ein. Unter anderem wurde David Anfossi zum Studio Head von Eidos Montreal ernannt und der Fokus des Studios auf die Entwicklung von mobilen Spielen verlegt. D’Astous sollte sich hingegen einem unangekündigten neuen Projekt zuwenden, das die Zusammenarbeit zwischen den Square-Enix-Entwicklerstudios verbessern sollte. Im Juni kündigte Eidos Montreal den Titel Deus Ex: The Fall für iOS-Geräte an, einen Ableger der Deus-Ex-Serie, dessen Namensrechte das Unternehmen bereits im März registriert hatte.
Die wirtschaftliche Situation des Mutterkonzerns sorgte zugleich für einen stärkeren Druck auf den Entwickler. Als problematisch erwies sich die Entwicklung von Thief 4. Die Arbeiten wurden aufgrund von häufigen Wechseln auf leitenden Entwicklerpositionen mehrfach zurückgeworfen. Nach der Erstankündigung des Spiels 2009 folgten lange Zeit keine weiteren Informationen. Schließlich wurde das Spiel 2013 in der April-Ausgabe der US-amerikanische Spielezeitschrift Game Informer nur noch mit dem schlichten Titel Thief und als Reboot angekündigt. Aufgrund der als unbefriedigend wahrgenommenen Verkaufszahlen der letzten Spiele der anderen Konzernstudios erhöhten sich jedoch auch die Erwartungen von Square Enix an Eidos Montreal, ein kommerziell erfolgreiches Spiel abzuliefern. Produzent Stefan Roy bezeichnete die Produktion in einem Interview mit dem Onlinemagazin Joystiq als “single shot” (deutsch: „einzigen Schuss“), den man für die erfolgreiche Wiederbelebung und Fortführung der Serie habe.
Ende Juli 2013 gab Studiogründer Stephane D’Astous aufgrund von unüberbrückbaren Differenzen mit dem für Eidos Montreal verantwortlichen Management von Square Enix Europe (ehemals Eidos) sein Ausscheiden bekannt. Er kritisierte unter anderem fehlende Führung sowie mangelnde Courage und Kommunikation seitens des Hauptquartiers in London. Sein Nachfolger wurde David Anfossi.
Am 4. März 2014 kündigte Square Enix an, 27 Angestellte von Eidos-Montréal zu entlassen.

### Partnerschaft mit Marvel Entertainment und Eidos-Sherbrooke
Eidos-Montréal kündigte am 26. Januar 2017 die Partnerschaft mit Marvel Entertainment an mehrere Videospiele basierend auf dem Avengers Franchise zu entwickeln.
Eidos-Montréal und Square Enix kündigten im Juni 2020 ein neues R&D Studio Eidos-Sherbrooke an, dieses soll 2021 dauerhaft im Süden von Quebec geplant sein. Julien Bouvrais soll zusammen mit 20 Mitarbeitern eine Studio mit einer Größe von 100 Angestellten aufbauen. Eidos-Sherbrooke einer der Beweggründe sind die nahegelegenen Universitäten Université de Sherbrooke und Bishop’s University und deren Forschung. Einige der Themenschwerpunkte der Forschung sind: Echtzeit-Geomorphing, Voxel-basiertes Raytracing und Multi-Knoten Game Engines.

### Übernahme durch die Embracer Group
Am 2. Mai 2022 wurde die Übernahme von Eidos Montréal durch die Embracer Group bekanntgegeben. Die Übernahme soll bis September 2022 abgeschlossen sein. Eidos Shanghai wurde November 2022 aus Eidos Montreal herausgelöst und innerhalb des Konzerns an Gearbox Publishing (vormals Perfect World Entertainment) unterstrukturiert. Der Studioname wurde in Gearbox Studio Shangai geändert.

## Veröffentlichte Spiele
- 2011: Deus Ex: Human Revolution (Windows, Mac OS, Xbox 360, PS3, Wii U)
- 2013: Tomb Raider (Windows, Xbox 360, PS3)
- 2013: Deus Ex: The Fall (iOS)
- 2014: Thief (Windows, Xbox 360, Xbox One, PS3, PS4)
- 2016: Deus Ex: Mankind Divided (Windows, Xbox One, PS4)
- 2018: Shadow of the Tomb Raider (Windows, Xbox One, PS4)
- 2020: Marvel’s Avengers (Windows, Xbox One, PS4, Stadia)
- 2021: Marvel’s Guardians of the Galaxy (PlayStation 5, PlayStation 4, Xbox Series XS, Xbox One, Microsoft Windows, Nintendo Switch)[37]

Daneben übernahm das Studio die Qualitätssicherung für weitere Entwicklungen des Square-Enix-Konzerns:
- 2009: Batman: Arkham Asylum
- 2009: Mini Ninjas
- 2010: Just Cause 2
- 2010: Kane & Lynch 2: Dog Days
- 2012: Hitman: Absolution

## Auszeichnungen
- 2012: Entwicklerstudio des Jahres 2011 (Edge)[38]
- 2012: Top 30 Entwicklerstudios (Gamasutra/Game Developer)[39]